# Cultura de Panamá

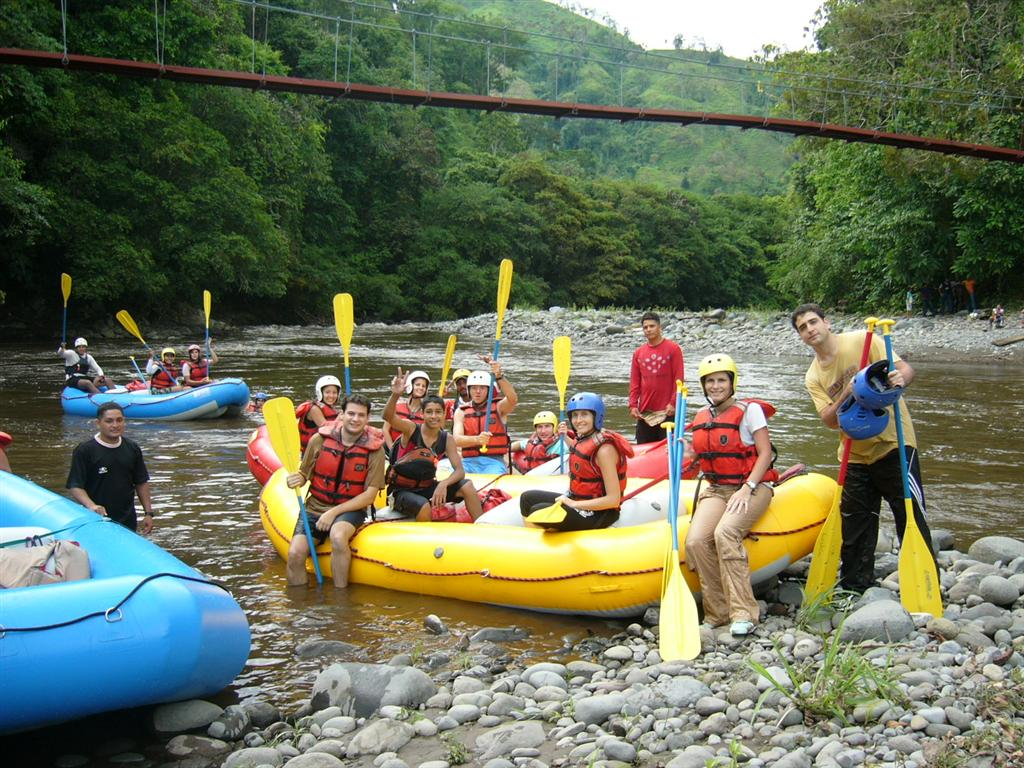
Turismo en Boquete

La cultura de Panamá es el resultado de la fusión de diversas culturas que se han asentado en el país durante su historia: españoles, afro-antillanos, árabes, judíos, estadounidenses, chinos, etc. Esta combinación se observa en su vida, en su música, en la gastronomía y en el arte.
En la indumentaria tradicional se destaca las mola, un proceso de inverso al tejido y que es confeccionado por la etnia indígena guna. También se destaca la pollera panameña, que es producto de la herencia española y considerado como traje folklórico de Panamá. La influencia española está presente en la arquitectura de las ciudades coloniales, en especial el Casco Antiguo de Panamá y en las provincias centrales del país.

## Gastronomía
También la gastronomía es el resultado de la diversidad cultural: los afro descendientes aportaron recetas basadas en mariscos, mientras que el consumo popular de arroz fue un aporte de los chinos. Los platos típicos que heredaron los españoles están a base de plantas especiales.
Entre los platos más importantes y destacados de Panamá tenemos: El sancocho, el arroz con pollo y puerco, sopa de mariscos, patacones (plátano "quemado") con pescado, entre otros pocos.

## Literatura
En la literatura panameña se destacan León Antonio Soto, Ricardo Miró, Gaspar Octavio Hernández, María Olimpia de Obaldía, Demetrio Korsi, Rogelio Sinán, Ricardo J. Bermúdez, Demetrio Herrera Sevillano, Mario Augusto Rodríguez,  Esther María Osses, Roque Javier Laurenza, Tobías Díaz Blaitry, Tristán Solarte, José de Jesús Martínez , José Franco, Elsie Alvarado de Ricord, Joaquín Beleño, Rosa María Britton,  Benjamín Ramón, Bertalicia Peralta, Moravia Ochoa López, Dimas Lidio Pitty, Giovanna Benedetti,  Consuelo Tomás y José Luis Rodríguez Pittí.

## Pintura
En la pintura podemos mencionar Manuel Encarnación Amador (1869 1952), Alberto Dutary (1928-1997), Etanislao Arias Peña, (1952 -2003), .Adriano Herrerabarría, Roberto Lewis, Pablo Runyan.

## Música
Dentro del folclore panameño se puede decir que tiene algo de influencia española esto encierra algunos instrumentos como la guitarra española o la "mejorana" que es pieza clave dentro de la música  panameña. También podemos mencionar algunos historiadores dicen que el "acordeón" puede ser un instrumento de herencia española pero que es un instrumento muy apreciado en el folclore panameño.
Además, también existen culturas musicales de los pueblos indígenas de Panamá, como los son los Kunas, los Ngäbe, los Emberá y otros menores. Estos bailes son muy coloridos, con instrumentos musicales, un tanto, diferentes a los usuales. Esto es lo que hace este país resalte tan bellamente.

## REFERENCIAS
1. ↑  «EDITORA PANAMA AMERICA: historia de Panamá». 22 de noviembre de 2008. Archivado desde el original el 22 de noviembre de 2008. Consultado el 6 de febrero de 2018.